# Aschenhütte
Aschenhütte este o arie protejată (arie specială de conservare — SAC, sit de importanță comunitară — SCI) din Germania întinsă pe o suprafață de 19,41 ha, integral pe uscat.

## Localizare
Centrul sitului Aschenhütte este situat la coordonatele 51°28′07″N 8°32′01″E / 51.4686°N 8.5336°E.

## Înființare
Situl Aschenhütte a fost declarat sit de importanță comunitară în martie 2001 pentru a proteja un număr necunoscut de specii din flora spontană și fauna sălbatică aflate în arealul zonei. Situl a fost protejat și ca arie specială de conservare în iulie 2004.

## Biodiversitate
Situată în ecoregiunea continentală, aria protejată conține 1 habitat natural: Mlaștini împădurite.
La baza desemnării sitului se află un număr nedeclarat de specii protejate.